# Acragas longipalpus
Acragas longipalpus är en spindelart som först beskrevs av George William Peckham och Elizabeth Maria Gifford Peckham 1885.  Acragas longipalpus ingår i släktet Acragas och familjen hoppspindlar. Inga underarter finns listade i Catalogue of Life.